# Ikons
Ikons är en samlingsbox av Kiss, utgiven den 21 oktober 2008. Boxen innehåller fyra CD-skivor, en för var och en av de fyra originalmedlemmarna, Gene Simmons, Paul Stanley, Ace Frehley och Peter Criss.

## Låtförteckning

### CD 1
The Demon – Gene Simmons
1. God of Thunder
2. Almost Human
3. Calling Dr. Love
4. Ladies Room
5. Christine Sixteen
6. Deuce
7. Rock and Roll All Nite
8. Cold Gin
9. Parasite
10. Larger Than Life
11. Love 'em and Leave 'em
12. Plaster Caster
13. Radioactive
14. Charisma

### CD 2
The Star Child – Paul Stanley
1. Detroit Rock City
2. Love Gun
3. Take Me
4. Strutter
5. C'mon and Love Me
6. Hotter Than Hell
7. 100,000 Years
8. Rock Bottom
9. Do You Love Me?
10. All American Man
11. Mr. Speed
12. I Stole Your Love
13. Wouldn't You Like to Know Me
14. I Was Made for Lovin' You

### CD 3
Space Ace – Ace Frehley
1. New York Groove
2. Shock Me
3. 2,000 Man
4. Rocket Ride
5. Snow Blind
6. Speedin' Back to My Baby
7. Talk to Me
8. What's on Your Mind
9. Rip It Out
10. Save Your Love
11. Hard Times
12. Two Sides of the Coin
13. Dark Light
14. Into the Void

### CD 4
The Cat Man – Peter Criss
1. Hard Luck Woman
2. Baby Driver
3. Hooligan
4. Beth
5. I Can't Stop the Rain
6. Black Diamond
7. Mainline
8. Don't You Let Me Down
9. Dirty Livin'
10. Getaway
11. Strange Ways
12. That's The Kind of Sugar Papa Likes (i boxen felstavad, That's The Kinda Sugar Papa Likes)
13. Easy Thing
14. I Finally Found My Way